# Кук (Толмин)
Кук (словен. Kuk) — поселення в общині Толмин, Регіон Горишка, Словенія. Висота над рівнем моря: 573,3 м.